# فورورد
فورورد (به انگلیسی: The Forward)، به ییدیش: פֿאָרווערטס‎) یک سازمان رسانه‌ای خبری آمریکایی برای مخاطبان یهودی-آمریکایی است.
در ۱۷ ژانویه ۲۰۱۹، این نشریه اعلام داشت که نسخهٔ چاپی خود را متوقف خواهد کرد و تنها نسخه‌های انگلیسی و ییدیش خود را به شکل آنلاین منتشر می‌کند.

## نگارخانه

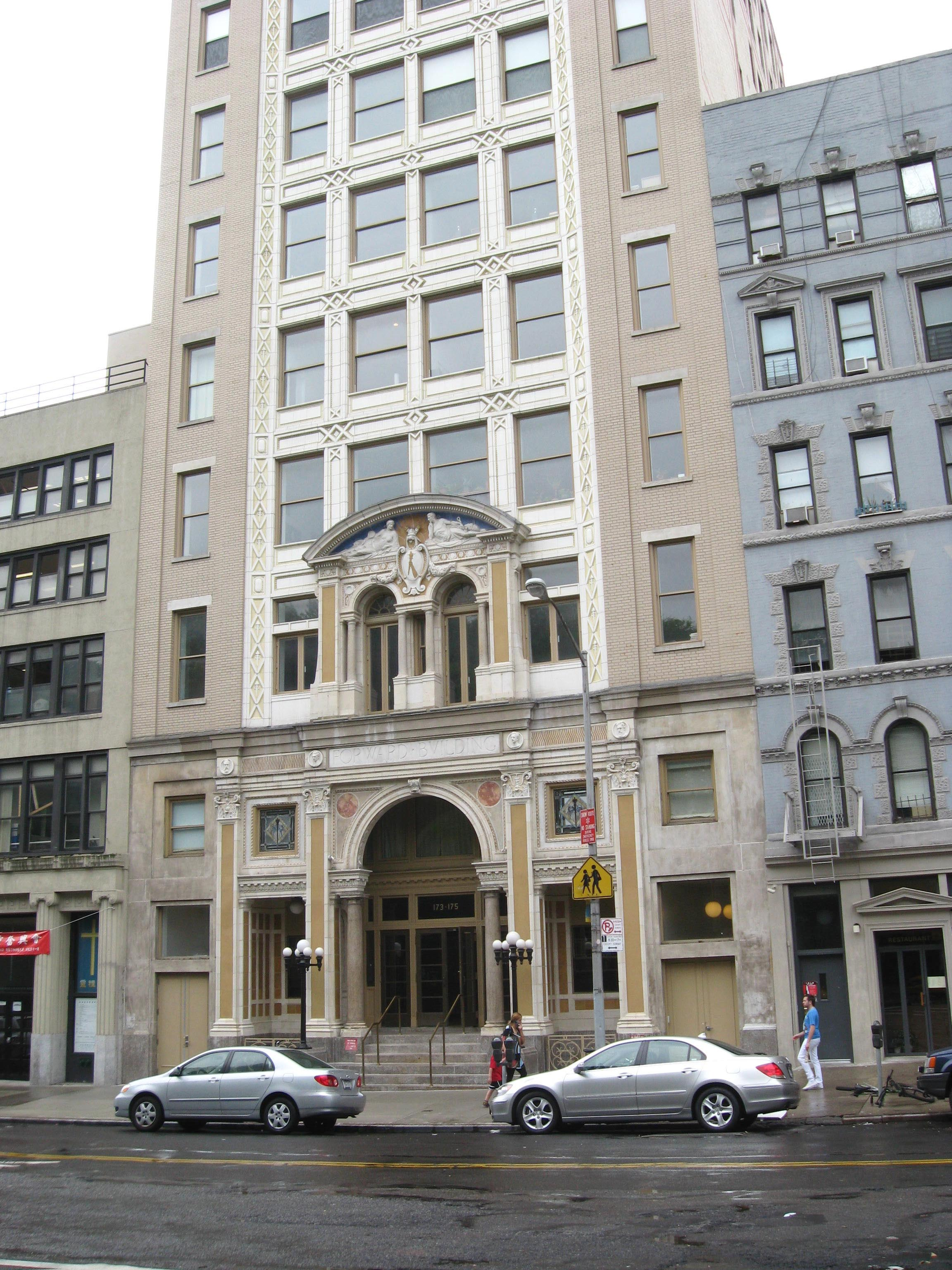
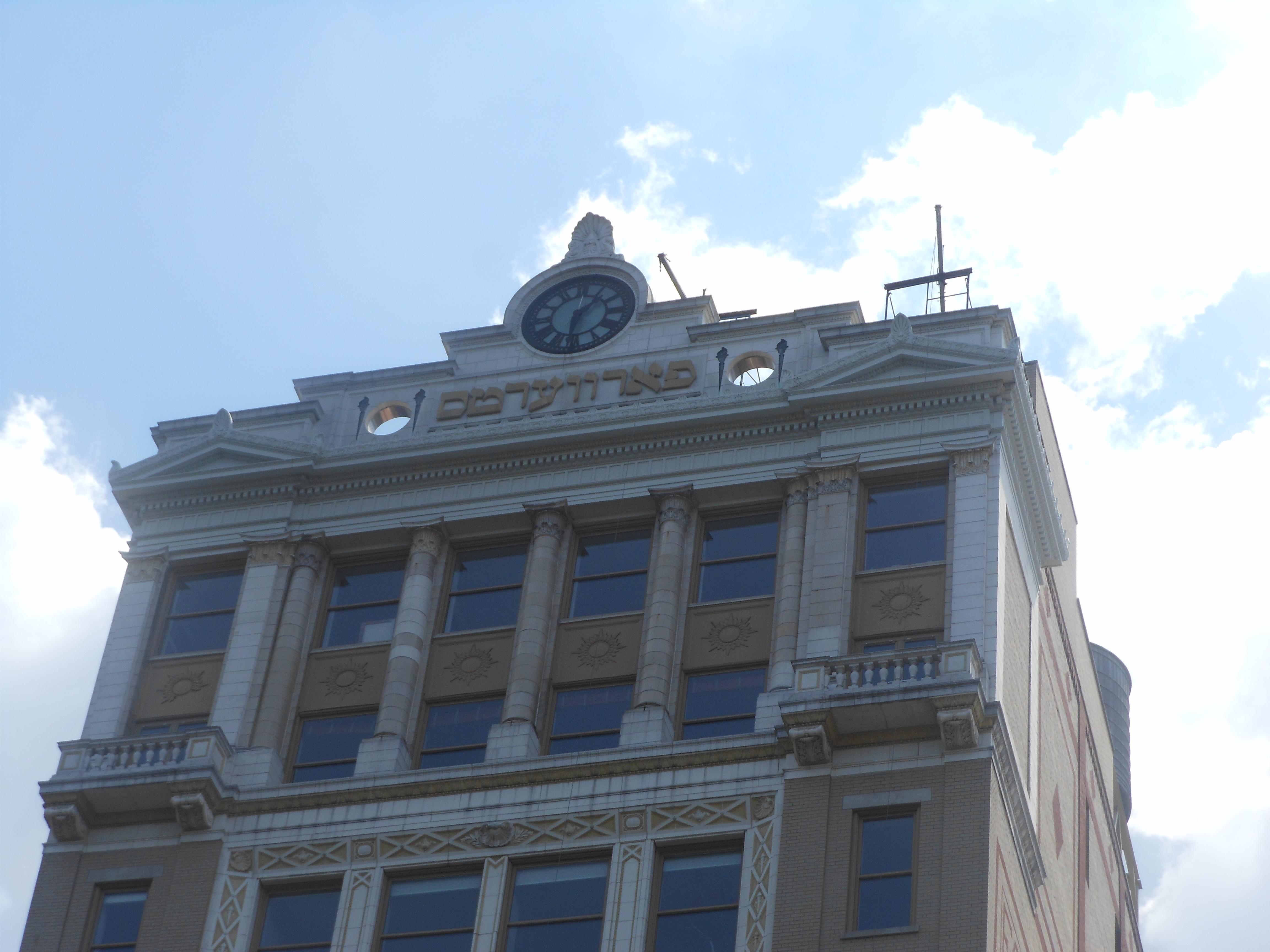
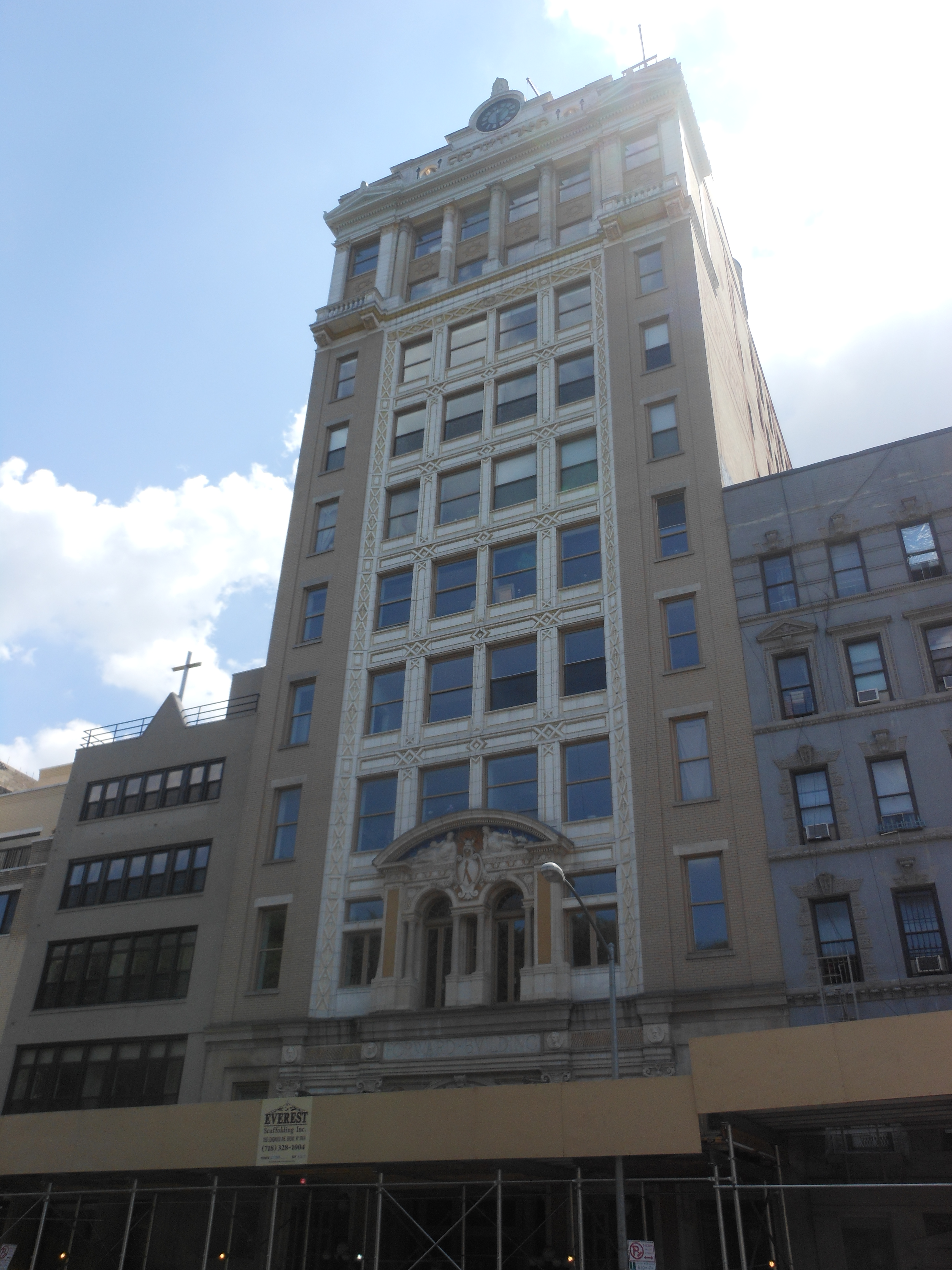